# Francesco Carretto de Grana

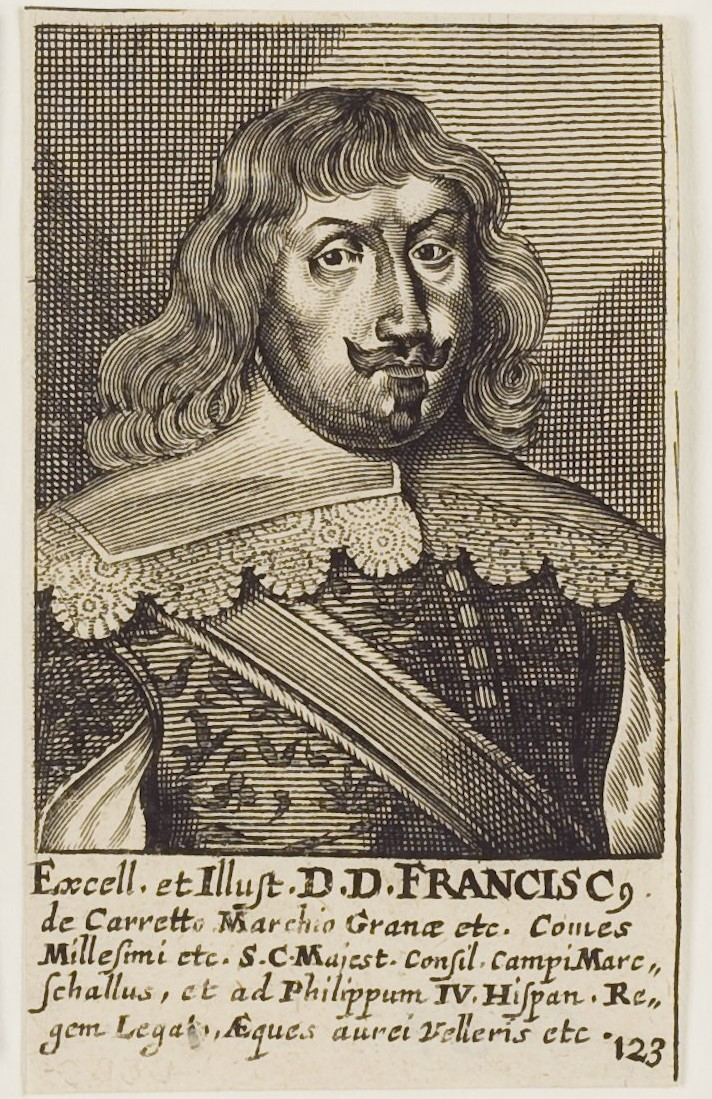
Francesco del Carretto, Marchese di Grana, Conte di Millesimo, auf einem Kupferstich von Matthias van Somer, 1665, Herzog August Bibliothek.

Francesco Carretto de Grana, Conte di Millesimo, (auch Franz Anton Del Carretto, 2. Marchese di Grana; * 1. März 1593 in Mantua; † 9. November 1651 in Madrid) war ein aus Norditalien stammender kaiserlicher Feldmarschall, Kämmerer, Hofkriegsrat und Botschafter. Er kämpfte im Dreißigjährigen Krieg und war ein Widersacher Wallensteins. Ab 1641 war er kaiserlicher Botschafter in Spanien.

## Leben
Francesco Carretto de Grana war Sohn des Prospero Del Carretto, Marchese di Grana e Savona, Conte di Millesimo (* 1558 in Savona; † 1596 in Savona), Großkämmerer des Herzogtums und der Agnes Aragotta dei Conti di Cabrilana del Monte (* 1570 in Cordova; † März 1646 in Mantua). Seine Mutter gebar Herzog Vincenzo I. Gonzaga außerdem zwei illegitime Kinder, Eleonora (* 1586; † 25. August 1668) die als Nonne im Dominikanerkloster S. Vincenzo lebte und Silvio (* 1592; † 30. September 1612), ein Malteser-Ritter.
Ab 1622 als Obrist und Kämmerer in kaiserlichen Diensten nimmt er im August 1623 an der Schlacht bei Stadtlohn teil und wird dafür von Tilly belobigt. In einem Gefecht bei Sternvorde gegen Christian von Halberstadt wird er durch zwei Schüsse am rechten Arm verwundet. Ab 26. Dezember 1623 ist er als Inhaber des ligistischen Regiments Eynatten belegt. Bezüglich weiterer Einsätze wird er wiederholt vertröstet. 1625 wird ihm Titel „Hochgeboren“ in der männlichen Primogenitur verliehen.
1628 will er seine Besitzungen Millesimo, Altare und Rocca verkaufen, auf Rat Córdovas an Savoyen. Während Millesimo von Savoyen wieder zurückgegeben wurde, musst er Altare später gewaltsam zurückerobern.
Im Juli 1631 wird er Inhaber und Kommandant eines Regiments zu Fuß und legt am 28. März 1632 den Eid als Hofkriegsrat ab. Zum Einsatz kommt er im Feldzug desselben Jahres mit der Einnahme von Prag (4. Mai) und der Alten Veste bei Nürnberg/Zirndorf (3. September). Ende September wird er ins Markgraftum Kulmbach zur Eintreibung von Kontributionen entsandt und ist am 30. September bei der Einnahme von Bayreuth und am 16. November bei der Schlacht von Lützen beteiligt. Bei letzterer glitt eine Kugel am Küraß ab und Carretto wird ausgezeichnet. 1632/33 macht er unter Wallenstein Stationen in Wien, Steier, Kärnten, Krain und Görz und wird am 6. Februar 1634 kaiserlicher Feldzeugmeister. Im selben Jahr erwirbt er die Herrschaft Schönkirchen (Niederösterreich).
Am 26. Februar 1634, einen Tag nach der Ermordung Wallensteins, ist er bei Ottavio Piccolomini in Horaždiowitz. Er erhält vom Kaiser den Befehl, bei der Verfolgung der Anhänger Wallensteins unbedingt den Rechtsweg einzuhalten und wird am 5. März 1634 persönlich zum Kaiser zitiert, um zu berichten und Wallensteins Nachlass zu überbringen. Im Anschluss reist er wieder zu Gallas. Im Mai des Jahres wird er König Ferdinand als Kriegsrat ins Feld beigeordnet und nimmt in den nächsten Monaten an einer Mission nach Kurbayern (Ende Juli), der Einnahme von Regensburg (Juli) und einer Mission zum Kardinal-Infanten Ferdinand wegen Vereinigung beider Armeen (5. August) teil. Er wird Inhaber des Regiments zu Fuß Aldringen (1642 inkorporiert) und des Dragoner-Regiments Aldringen (1639 inkorporiert) und nimmt am 6. September 1634 an der Schlacht von Nördlingen teil. Da Trauttmansdorff und Questenberg in Wien unabkömmlich sind, bevollmächtigt ihn König Ferdinand am 10. Dezember zu Friedensverhandlungen mit Sachsen (gemeinsam mit Wilhelm v. Wratislaw).
1635 wird er den Generalen Marradas und Savelli in Böhmen unterstellt. Nach einem Waffenstillstand mit den Sachsen unter Arnim am 28. Februar des Jahres und dem Prager Frieden am 30. Mai führt er freigewordene Truppen aus Böhmen nach Deutschland. Am 5. Juli zwingt er das Fürstentum Kulmbach-Bayreuth, dem Prager Frieden beizutreten. Anschließend verteidigt er mit General Hatzfeld den Frankfurter Raum. Ein Feldzug in Hessen gegen die hessen-kasselsche Armee unter Melander endet am 4. September mit einem Waffenstillstand. Danach verstärkt Carretto de Grana als Kommandant der Artillerie die Hauptarmee unter Gallas am Rhein. Er nimmt an Gallas’ Feldzug ins Elsass teil, wo er am 25. November Zabern und Burg Hohbarr einnimmt. Ende des Jahres wird er zum Interimskommandanten in Westfalen bestimmt, in das er Anfang 1636 mit zahlreichen Regimentern aufbricht. Unterwegs erhält er einen kaiserlichen Verweis, weil er eigenmächtig Quartiere im Bergischen bezogen hat. Im Februar 1636 vertreibt er ein schwedisches Heer unter Kratzenstein von der Weser nach Pommern. Den Mai ist er in Hessen nachgewiesen. Im September wird er der Hauptarmee zugeteilt, die unter Gallas in die Franche-Comté zieht.
Anfang 1637 zur Kur beurlaubt, folgt Anfang Mai die Ernennung zum Hofkriegsrat. Am 4. Juni wird er Kommandant der Artillerie des Korps Piccolomini in den Niederlanden und beweist sich in den Folgejahren in zahlreichen Einsätzen (Einnahme von Aachen, Schlacht von Saint-Omer, Schlacht von Diedenhofen/Thionville). 1639 wird er zum Feldmarschall bestellt und Kommandant der Artillerie des Erzherzogs Leopold Wilhelm. Im Feldzug gegen Böhmen bzw. Hessen (1640) ist er im August am Sieg bei Fritzlar beteiligt und verbringt den Winter 1640/41 in Nürnberg.
Am 2. Mai 1641 reist er zu seinem letzten Einsatz, als kaiserlicher „extraordinarius Orator“ (Botschafter), nach Spanien, wo er am 18. Oktober ankommt. Er soll dort Verhandlungen über die Heirat des Infanten Baltasar Carlos mit Erzherzogin Maria Anna führen. 1644 wird er zum 406. Ritter des (spanischen) Ordens vom Goldenen Vlies investiert. Nach dem Tod des Infanten 1646, vermutlich an den Pocken, bemüht er sich erfolgreich um Vermittlung der Heirat der Erzherzogin mit König Philipp IV. In seiner Funktion musste er der spanischen Regierung den Ausschluss Spaniens aus dem Westfälischen Frieden (Oktober 1649) erklären, was nicht ohne Reaktionen Madrids blieb.
Kurz vor seinem Tod wurde er auf seine Bitte vom Kaiser dem Papst zum Kardinal (sic) vorgeschlagen. Am 9. November 1651 starb er bei einem Turnier in Madrid durch einen Kopfhieb. Seine letzte Ruhestätte fand er in der Wiener Minoritenkirche.

## Familie
In erster Ehe, 1615 geschlossen, war er mit Margaretha Helena Freiin Fugger von Kirchberg und Weißenhorn zu Nordendorf und Wörth (* 3. oder 4. April 1592; † 1652), Tochter des Hofrats-Vizepräsidenten Georg Fugger verheiratet. Die Ehe wurde 1629 annulliert. Aus ihr gingen hervor:
- Ferdinand (* 1616; † 16. Dezember 1651 in Wien), kaiserlicher Kämmerer und Statthaltereirat, Reichshofrat
- Leopold (* 1618; † 1648)
- Aleramo (jung verstorben)
- Leopold (jung verstorben)

Die zweite Ehe schloss er am 27. März 1632 mit Anna Eusebia Freiin Teuffel von Gundersdorf (* 1613; † Oktober 1644 in Madrid). Aus dieser Ehe gingen hervor:
- Karl Franz (jung verstorben), Domherr zu Köln
- Eleonore Maria Margareta (getauft 28. Juli 1634 in Wien; † 22. Februar 1674 in Mexiko), Hofdame der spanischen Königin, heiratete (1655) Antonio Sebastián de Toledo, Molino y Salazar, 2. Marqués de Mancera, Vizekönig von Neu-Spanien/Mexiko
- Gabriela Johanna, Karmeliterin in Wiener Neustadt
- Maria Elisabeth (getauft 4. März 1637 in Wien)
- Otto Heinrich (* 5. April 1639 in Köln; † 15. Juni 1685 in Mariemont), kaiserlicher Feldmarschall[2]
- Maria Anna (getauft 28. September 1640 in Wien)

## Rezeption
Seine militärischen Erfolge, vor allem in Versorgungsangelegenheiten, wurden weithin anerkannt. Seine persönlichen Qualitäten hingegen wurden gemeinhin weniger positiv beschrieben. Die Rede ist von hemmungslosen Habgier, unbegründeten Denunziationen und Geiselnahme, wobei er Lösegeldforderungen kontinuierlich nach oben schraubte. Der Wallenstein-Biograf Friedrich Christoph Förster wirft ihm „Feigheit, Falschheit, Bosheit, Habsucht und Niederträchtigkeit jeder Art“ vor.
Wenig überraschend konnte auch Wallenstein Grana wenig leiden. Am 16. Oktober 1625 schimpfte er: „… ich schwöre, dass ich lieber wollte in Spital gehen als ihn bei mir haben und von Tag zu Tag mag ich ihn weniger leiden.“ Grana war einer der Hauptgegner Wallensteins. Nach dessen Ermordung erhielt er aus der Konfiskationsmasse 215.000 fl. Er setzte sich für hohe Belohnungen an die Mörder bzw. Bestrafung der Anhänger Wallensteins ein, und freute sich – unter ständiger Berufung auf die Gnade Gottes – hämisch über das Gelingen des Attentates.